# Лаурушкат, Ральф
Ральф Лаурушкат (нем. Ralf Lauruschkat, 27 января 1950, Леверкузен, ФРГ) — немецкий хоккеист (хоккей на траве), полевой игрок. Бронзовый призёр чемпионата мира 1975 года.

## Биография
Ральф Лаурушкат родился 27 января 1950 года в немецком городе Леверкузен.
Играл в хоккей на траве за «Рот-Вайс» из Кёльна.
В 1975 году в составе сборной ФРГ завоевал бронзовую медаль на чемпионате мира в Куала-Лумпуре.
В 1976 году вошёл в состав сборной ФРГ по хоккею на траве на Олимпийских играх в Монреале, занявшей 5-е место. Играл в поле, провёл 6 матчей, забил 2 мяча (по одному в ворота сборных Бельгии и Испании).
В 1976 году стал чемпионом Европы по индорхоккею.
В 1973—1978 годах провёл за сборную ФРГ 43 матчей, в том числе 47 на открытых полях, 16 в помещении.